# Чичерин, Иван Иванович
Иван Иванович Чичерин — думный дьяк 1609—1613 годов, один из второстепенных деятелей Смутного времени; в 1613—1633 годах дипломат и воевода.

## Биография
Отец: Иван Дмитриевич Домашний († 22 марта 1609), похоронен в Перемышльском Шаровкине монастыре. Мать: Пелагея Григорьевна († 17 января 1610) и погребена с мужем. Братья: Фёдор (упом. 1594) и Александр ( † 1621), приверженец польского короля Сигизмунда III, помещик Старицкого уезда (1610).
Приверженец Лжедмитрия II, в 1609 году подписал его грамоту к Сапеге о скорейшем отправлении литовских и польских ратных людей и донских казаков с Александром Лисовским для охраны Углича и Ярославля.
Участвовал в торжественном посольстве 31 января 1610 года к королю Сигизмунду, когда «люди разных чинов приняли на себя представительство Русского государства» и был награждён домом в Москве и поместным окладом за то, что находился в числе тех, которые, как сказано в грамоте короля Сигизмунда от 21 сентября 1610 года, «приехали к нашему королевскому величеству и почали служити преж всех… и в те поры, как они приехали до нас… под Смоленск, князь Василий Шуйский… дворы их на Москве разорил до основания…». Во время правления Александра Гонсевского в Москве Чичерин почти один подписывал все грамоты и челобитные, потому что «все старые дьяки отогнаны были прочь». Он же привёз под Смоленск известие о смерти Лжедмитрия II. В 1611 году, назначенный думным дьяком в Поместный приказ, Иван Иванович в числе прочих бояр, окольничих, думных дворян и думных дьяков подписал грамоту Московской боярской думы смоленским воеводам Михаилу Шеину и Горчакову о немедленной сдаче Смоленска королю Сигизмунду.
Им же подписаны известные увещательные грамоты 25 и 26 августа 1612 года и грамота об избрании на царство Михаила Романова в мае 1613 года. В том же году он послан в Персию с извещением о вступлении на престол Михаила Фёдоровича. В 1616 году Чичерин в звании стряпчего был воеводой сторожевого полку в Новосили, а в следующем году приставом у английского посла. В 1618 году вместе с князем М. Барятинским и дьяком М. Тюхиным — в составе посольства в Персии у двора шаха Аббаса I Великого. В 1625 году пожалован московским дворянином и вторично ездил в Персию, по возвращении откуда был назначен воеводой в Уфу, где и оставался до 1628 года. 1630—1631 годы провёл воеводой в Казани, в следующем году был воеводой у Берсеневских ворот в Москве и затем снова «годовал» воеводой в Казани. За последние 7—8 лет служебной деятельности он нередко удостаивался высокой чести быть приглашённым к государеву столу. Постригся в 1633 году. Вотчина его — село Рождественское, в 10—15 км от Углича.

## Семья
Был дважды женат:
1. Матрёна († 1614).
2. Иулита Елизаровна.

От браков имел двух сыновей: Иван Ивановича, московского дворянина (1676) и Александра Ивановича. 